# Большое Разречье
Большое Разречье — село Тонкинского района Нижегородской области, основано в XIX веке купцом Комиссаровым. Расположено на правом берегу реки Ашуя.